# Де Йонг, Адрианус
Адрианус Эгберт Виллем де Йонг (нидерл. Adrianus Egbert Willem de Jong, 21 июня 1882 — 23 декабря 1966) — нидерландский офицер-артиллерист, спортсмен-фехтовальщик, чемпион мира и призёр Олимпийских игр.

## Биография
Родился в 1882 году в Нидерландской Ост-Индии, стал артиллеристом. В 1906 году в составе сборной Нидерландов принял участие в не признанных МОК Олимпийских играх в Афинах. В 1908 году принял участие в Олимпийских играх в Лондоне, но не завоевал медалей. С 1910 по 1928 годы ежегодно становился чемпионом Нидерландов (9 раз по шпаге, 6 — по сабле, и 3 — по рапире). В 1912 году участвовал в Олимпийских играх в Стокгольме, где завоевал бронзовые медали в командных первенствах на шпагах и саблях.
В 1920 году Адрианус де Йонг принял участие в Олимпийских играх в Антверпене, где завоевал бронзовые медали в личном и командном первенстве на саблях. В 1922 году он выиграл личное первенство на саблях на Всеевропейском турнире по фехтованию, а на аналогичном турнире 1923 года стал чемпионом в личном первенстве на саблях, и серебряным призёром — в личном первенстве на шпагах (в 1937 году эти турниры были задним числом признаны чемпионатами мира). В 1924 году на Олимпийских играх в Париже он стал бронзовым призёром в командном первенстве на саблях; на этих Играх он был знаменосцем сборной Нидерландов. В 1928 году он принял участие в Олимпийских играх в Амстердаме, но там не смог подняться выше 9 места в личном первенстве на саблях.
В 1936 году, в возрасте 54 лет, Адрианус де Йонг выиграл первенство на шпагах на Всемирных военных играх. После выхода в отставку содержал в Гааге ресторан индонезийской кухни.